# Replantacja
Replantacja – ponowne zespolenie (przyszycie) urazowo, całkowicie amputowanej części ciała (np. ręki, palca) do ciała, przywracając ukrwienie, unerwienie i funkcję .

## Warunki wstępne
Od początku po urazie bardzo ważna dla udanej replantacji jest właściwa opieka nad pacjentem i odciętą częścią ciała na miejscu wypadku. W miarę możliwości należy postępować następująco:
- zaopatrzenie krwawiącego kikuta opatrunkiem uciskowym
- odnalezienie odciętej części i zawinięcie jej w suchy i czysty materiał, oraz następnie umieszczenie jej w plastikowej, wodoszczelnej torebce (pojemniku)
- drugą plastikową torebkę napełnia się zimną wodą (dodając do niej kostki lodu, jeżeli jest to możliwe) i wkłada się do niej zamkniętą torebkę z odciętą częścią (odcięta część nie może być zamrażana, lub/i pływać bezpośrednio w wodzie), unikać bezpośredniego kontaktu pomiędzy amputowanymi częściami i lodem[1]
- jak najszybciej przewieźć pacjenta z odciętą częścią ciała do specjalistycznej placówki. Stwierdzono, że w przypadku amputowanych urazowo palców niedokrwienie w temperaturze ciała do 12 godzin i niedokrwienie w temperaturze obniżonej (woda z lodem) do 24 godzin nie jest przeszkodą do replantacji palców[3][4]

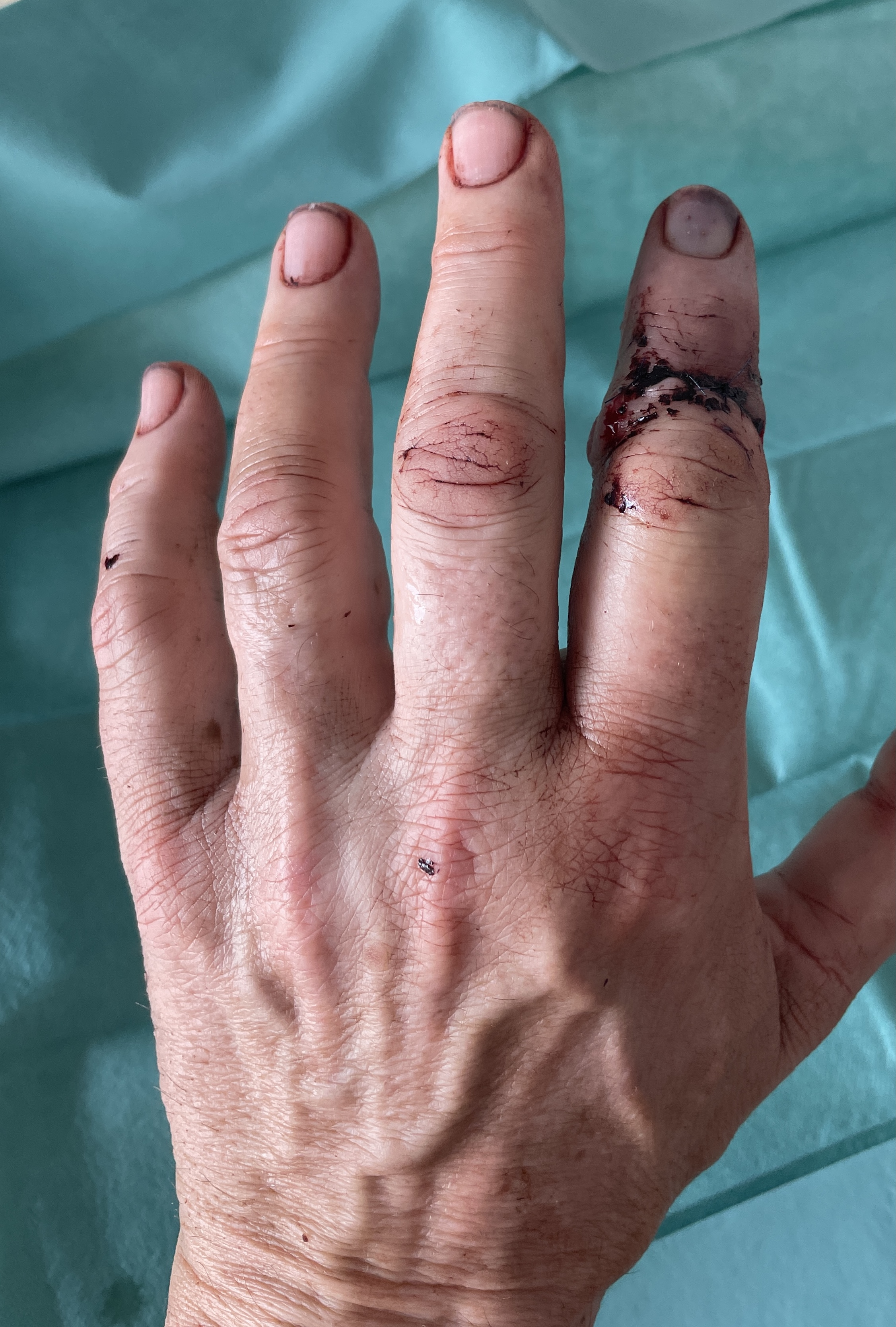
Replantacja palca wskazującego lewej ręki cztery dni po operacji

## Wskazania do replantacji
- amputacje u dzieci i pacjentów czynnych zawodowo
- kciuk
- liczne palce
- poziom amputacji na wysokości śródręcza, nadgarstka, przedramienia[1]

## Technika replantacji
Całkowicie odcięte części ciała są replantowane technikami mikrochirurgicznymi. Najczęściej replantacja dotyczy odciętych palców, rzadziej ręki, kończyny górnej lub kończyny dolnej. Pooperacyjna funkcja replantowanej struktury może być znacznie ograniczona.
Podczas replantacji wszystkie struktury anatomiczne są częściowo odtwarzane mikrochirurgicznie za pomocą mikroskopu operacyjnego z założeniem szwów naczyniowych, szwów dla odtworzenia ciągłości nerwów i ścięgien.
Procedura chirurgiczna na przykładzie palca zazwyczaj obejmuje następujące etapy:
- znieczulenie splotu ramiennego 12–16 godz. lub ciągłe
- dzieci – znieczulenie ogólne
- przygotowanie odciętej części do replantacji: rozpreparowanie i wizualizacja struktur, oznaczenie nerwów i naczyń
- oczyszczenie i przygotowanie kikuta, wizualizacja struktur, zaznaczenie nerwów i naczyń
- osteosynteza
- szew ścięgien zginaczy
- zespolenie tętnic
- odtworzenie ciągłości nerwów
- szew ścięgien prostowników
- zespolenie naczyń żylnych
- odtworzenie ciągłości tkanek miękkich

Według wybranych doniesień medycznych replantacje są skuteczne w 80–90%.
Jeśli replantacja nie jest możliwa ani celowa ze względu na rozległe zniszczenia struktur odciętej części, dotkniętą część ciała leczy się wytworzeniem kikuta, który umożliwi późniejsze protezowanie.

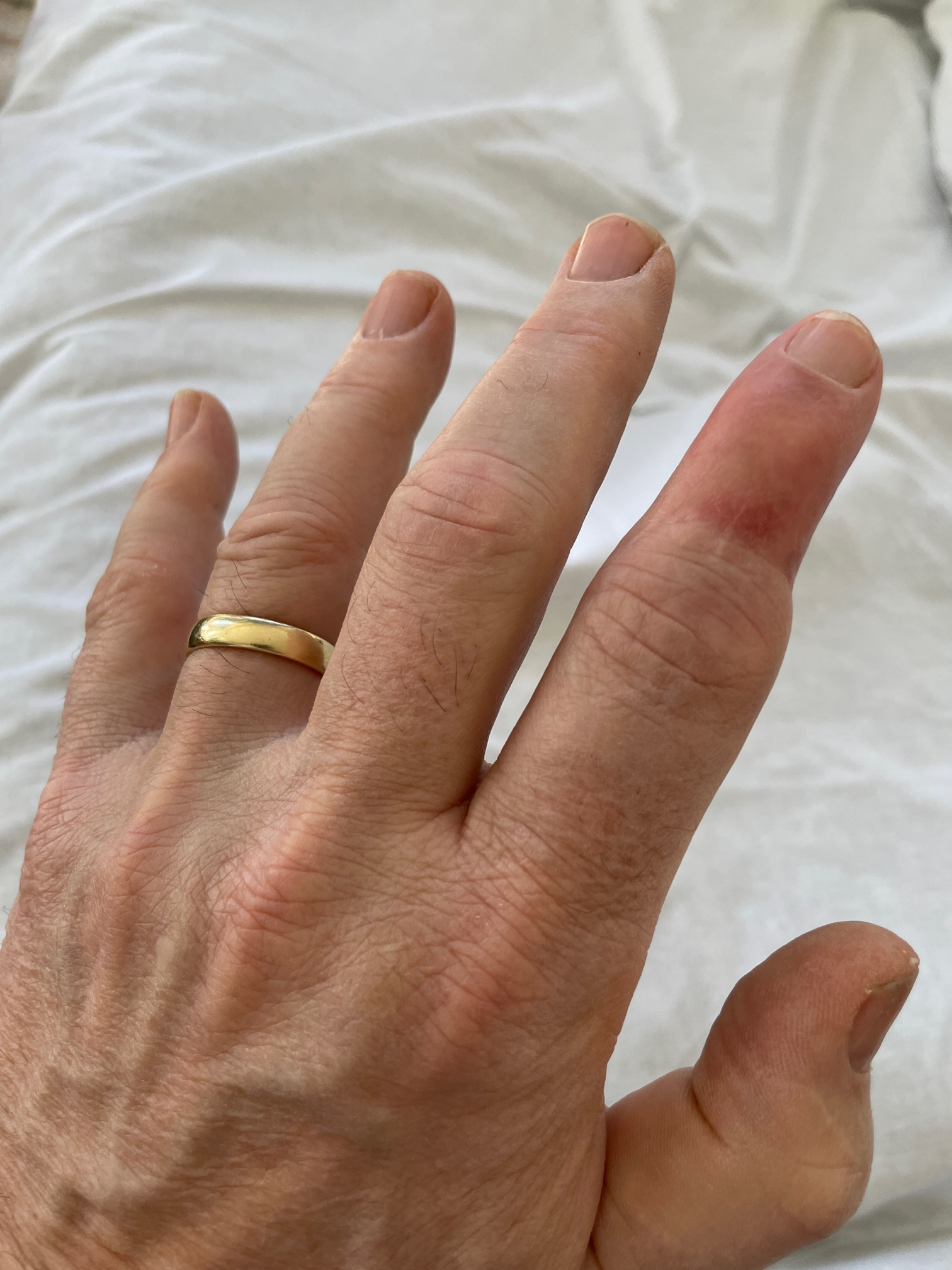
Replantowany palec wskazujący lewej ręki rok po operacji

## Opieka pooperacyjna
Poza odpowiednią terapią przeciwbólową, na początku szczególnie ważna jest antykoagulacja. Terapeutycznie stosuje się tu np. zastrzyki podskórne z drobnocząsteczkowej heparyny lub pompę perfuzyjną z roztworem heparyny. W późniejszym okresie pooperacyjnym aspirynę.
Wielodniowa pooperacyjna profilaktyka antybiotykowa zmniejsza ryzyko infekcji w tkankach, takich jak kości czy ścięgna, które początkowo mają mniejszy przepływ krwi.
W pierwszych dniach po operacji ciepłe otoczenie (temperatura pokojowa 30 °C) korzystnie wpływa na krążenie krwi. Przeszczepiona część ciała powinna być umieszczona przynajmniej na poziomie serca przez 5 dni leżenia w łóżku, aby uniknąć zastoju żylnego. W ciągu pierwszych 7 dni przepływ krwi w replantancie musi być sprawdzany w krótkich odstępach czasu w oparciu o kolor skóry, krążenie w naczyniach włosowatych, turgor skóry i temperaturę replantowanej części. W późniejszym przebiegu gojenia pacjent powinien zdecydowanie powstrzymać się od palenia tytoniu przez co najmniej 12 tygodni.
Leczenie fizjoterapeutyczne wspomaga powrót funkcji. Odzyskiwanie wrażliwości może trwać miesiące lub lata i może pozostać niepełne.

## Historia
W 1814 William Balfour przyszył opuszkę palca .
Pierwszą udaną replantację kończyny przypisuje się amerykańskiemu chirurgowi Ronaldowi Maltowi w Massachusetts General Hospital w Bostonie 23 maja 1962. (replantacja ramienia dwunastoletniego chłopca odciętego w pobliżu barku).
Pierwszą udaną replantację udokumentowaną w prasie medycznej wykonał dr. Zhong-Wei Chen w Szanghaju w styczniu 1963, kiedy wraz ze swoim zespołem przyszył odciętą powyżej nadgarstka prawą rękę.
Pierwsza replantacja palca została wykonana przez lekarzy Shigeo Komatsu i Susumu Tamai 27 lipca 1965 w Nara w Japonii.
W Polsce profesor Ryszard Kocięba w 1971 przeprowadził pierwszą w Europie udaną replantację ręki. Stworzył w szpitalu im. Św. Jadwigi Śląskiej w Trzebnicy oddział z wyszkolonym przez siebie zespołem, który po jego śmierci prowadzi nadal swoją działalność i jest liczącym się oddziałem replantacji w Polsce. W 2006 zespół z Trzebnicy wykonał pierwszą transplantację ręki od zmarłego dawcy.